# Liopholidophis sexlineatus
Espèce
Synonymes
- Dromicus sexlineatus Günther, 1882

Statut de conservation UICN

 LC  : Préoccupation mineure
Liopholidophis sexlineatus est une espèce de serpents de la famille des Lamprophiidae. 

## Répartition
Cette espèce est endémique de Madagascar. Elle se rencontre jusqu'à plus de 2 000 m d'altitude.

## Publication originale
- Günther, 1882 : Ninth contribution to the knowledge of the fauna of Madagascar. Annals and magazine of natural history, ser. 5, vol. 9, p. 262-266 (texte intégral).